# Liodytes
Liodytes (вуж-ракоїд) — рід змій родини полозових (Colubridae). Представники цього роду є ендеміками США.

## Види
Рід Liodytes нараховує 2 види:
- Liodytes alleni (Garman, 1874)
- Liodytes rigida (Say, 1825)

## Етимологія
Наукова назва роду Liodytes походить від сполучення слів дав.-гр. λειος — гладкий і δυτης — той, хто пірнає.